# Cyril Blanchard
Ne doit pas être confondu avec Cyriel Blanchard, un autre joueur de rugby à XV.
Pas d'image ? Cliquez ici

a Compétitions nationales et continentales officielles uniquement.

Dernière mise à jour le 3 juillet 2025.
Cyril Blanchard, né le 22 juillet 1989 à Valenciennes (France), est un joueur français de rugby à XV évoluant au poste de talonneur. 

## Biographie
Cyril Blanchard naît le 22 juillet 1989 à Valenciennes dans le département français du Nord. Il commence la pratique du rugby à XV à 9 ans, au sein du club de Saint-Amand-les-Eaux. Au collège, il rejoint le club RC Valenciennes, puis rejoint le RC Arras au lycée. Il fait ses débuts en équipe première lors de la saison 2008-2009 en Fédérale 1, puis rejoint le CA Saint-Étienne l'année suivante. Pendant sa période en Fédérale 1, il obtient un DUT GEA. Avec Saint-Étienne, il obtient la promotion en Pro D2 et signe son premier contrat professionnel.
La saison de Pro D2 de Saint-Étienne est difficile, le club ne s'adjugeant qu'une seule victoire. Néanmoins, Cyril Blanchard arrive à se faire remarquer lors de ses apparitions. Il rejoint alors l'US Oyonnax, où il reste pendant deux saisons. S'il est principalement une solution de remplacement la première année, il ne joue quasiment plus la seconde, où l'équipe est titrée,. 
Il redescend alors d'un échelon, et signe à l'AS Mâcon en Fédérale 1. Il y retrouve un rôle de titulaire, et prépare en parallèle sa reconversion, passant un diplôme de conseiller funéraire. Après deux saisons à Mâcon, il rejoint l'US bressane pendant deux saisons, qui lui permettent de se retrouver la Pro D2, puisqu'il signe un contrat en faveur du RC Vannes en 2017.
Au terme de sa première saison, il prolonge de trois saisons en faveur de Vannes. Pensant toujours à son après-carrière, il valide un Badge en 2017. Sportivement, il devient une solution de remplacement privilégiée au sein du club : rarement titulaire (18 fois en trois saisons), il dispute néanmoins 48 rencontres lors de ses trois premières années à Vannes. En 2022, il prolonge son contrat avec le RCV jusqu'en 2024. En 2024, il prolonge à nouveau son contrat avec le club pour deux saisons, portant son engagement jusqu'en 2026.
En 2024, son équipe remporte le championnat, après une finale gagnée face au FC Grenoble, match auquel il ne participe pas,. La saison suivante, il découvre donc le Top 14 à l'âge de 35 ans. Son club retourne en Pro D2 à la fin de la saison 2024-2025.

## Palmarès
- Vainqueur du Championnat de France de 2e division en 2013 avec l'US Oyonnax.
- Vainqueur du Championnat de France de 2e division en 2024 avec le RC Vannes.